# Songpyeon

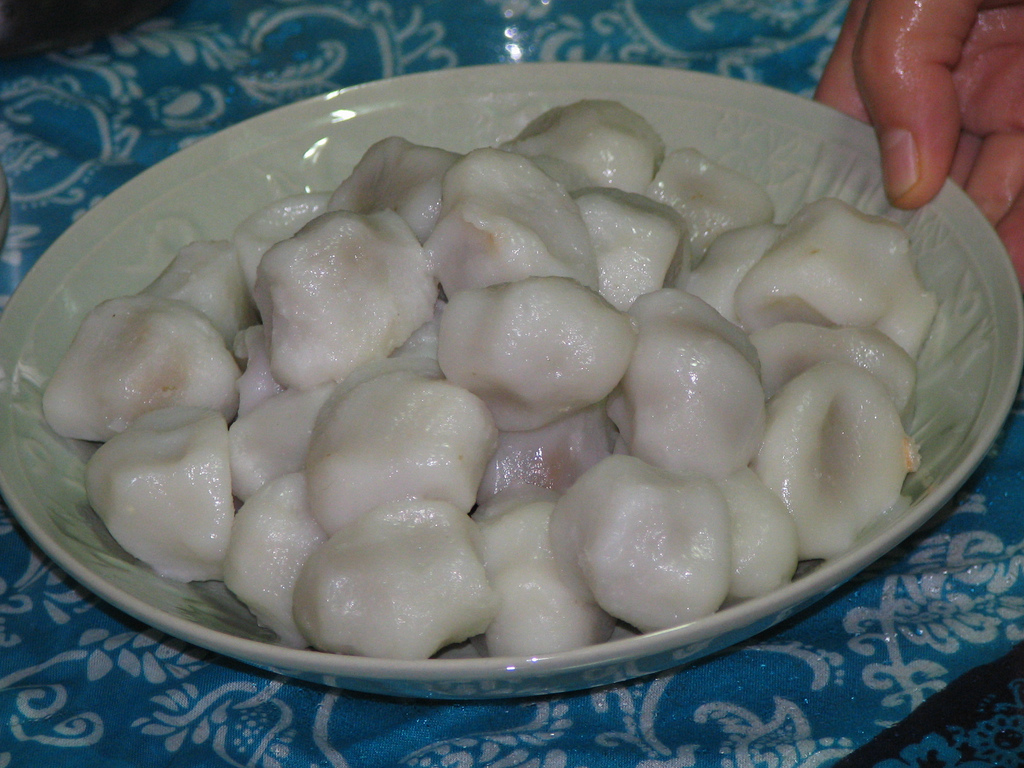
Songpyeon

Songpyeon is een traditioneel Koreaans gerecht bestaande uit halvemaanvormige rijstwafels met een zoete of semi-zoete vulling, zoals sesamzaad en honing, zoete rode bonenpasta of kastanjepasta.
De van kleefrijst gemaakte wafels worden gestoomd boven een laagje dennennaalden, waardoor het gerecht een heerlijke dennengeur krijgt. Songpyeon is een populair onderdeel van de Koreaanse cultuur. Het wordt vooral veel gegeten tijdens het Koreaanse oogstfeest Chuseok. De vroegste verslagen van songpyeon dateren uit de Goryeo-periode.